# Мірошник Віктор Михайлович
Віктор Михайлович Мірошник (нар. 7 липня 1937 року в селі Тилипіно в Черкаській області — 30 березня 2016 року) голова КДБ Казахської РСР (1986—1990). Генерал-майор у відставці.

## Життєпис
Після закінчення у 1956 р. будівельного технікуму у Кіровограді проходив військову службу, потім працював інженером у сфері будівництва.
З 1962 року — викладач та завідувач відділу районного комітету КПРС, пізніше 2-й секретар районного партійного комітету, 1970 року заочно закінчив Вищу партійну школу при ЦК КПРС.
З 1970-х — працівник КДБ СРСР, у 1972—1974 роках. — Заступник начальника відділу Управління КДБ Іркутської області, в 1974—1978 гг. — Начальник міського відділення Ангарська Управління КДБ Іркутської області, в 1978—1982 роках — начальник Управління КДБ Чарджоуської області. У 1982—1986 роках — Старший інспектор інспекторського управління КДБ СРСР, з 9 лютого 1986 по 28 лютого 1990 року — голова КДБ Казахської РСР. У 1990—1991 pp. — Перший заступник начальника інспекторського управління КДБ СРСР. У 1992—1993 pp. — Начальник оперативного штабу Міністерства безпеки РФ.
З 1994 р. — президент приватної компанії.
Депутат Верховної Ради Казахської РСР та у 1989—1991 роках — народний депутат СРСР.
Помер 30 березня 2016 року. Похований у Москві на Троєкурівському цвинтарі (дільниця 26а).

## Нагороди
Нагороджений вісьмома медалями, орденом Червоної Зірки.